# Sve ću za tebe
Sve ću za tebe je album hrvatskog pjevača Mladena Kvesića iz 1996. godine. 
Pjesme na albumu:
1. - Umrijet ću za tebe
2. - Za rastanak
3. - Lagao sam
4. - Ja sam prosjak ljubavi
5. - Što mi zoro dolaziš
6. - Najljepšu ja ženim
7. - Ostarit ću
8. - Život me je prevario
9. - Odlaziš
10. - 101 tuga

## Vanjske poveznice
Sve ću za tebe